# Distretto di Hendek
Il distretto di Hendek (in turco Hendek ilçesi) è uno dei distretti della provincia di Sakarya, in Turchia.